# 아소 내각
아소 내각(일본어: 麻生内閣)은 중의원 의원, 자유민주당 총재 아소 다로가 제92대 내각총리대신으로 임명되어, 2008년 (헤이세이 20년) 9월 24일부터 2009년 (헤이세이 21년) 9월 16일까지 존재한 일본의 내각이다.
제91대 내각 총리 대신 후쿠다 야스오(제22대 자유민주당 총재)의 사임 및 그에 따른 후쿠다 내각의 내각 총사퇴를 받고 출범했다. 2009년 (헤이세이 21년) 7월 21일에 중의원을 해산하고 제45회 일본 중의원 의원 총선거에서 민주당 대표 하토야마 유키오가 이끄는 민주당에 과반수를 빼앗기고 9월 16일 내각 총사퇴와 함께 자민당과 공명당은 정권을 내줬다. 그러므로 지금 설명하는 내각은 약 10년 된 제1차 자공연정의 마지막 내각이다.

## 경과

### 내각 구성
제170회 국회에서 2008년(헤이세이 20년) 9월 24일에 내각 총리 대신 지명 선거가 열렸다. 전임 후쿠다 야스오의 취임 때와 마찬가지로 네지레 국회의 여파로 저번처럼 중의원과 참의원이 지명하는 총리 지명과 달리, 중의원은 자유민주당 총재인 아소를 지명하고 참의원은 민주당 대표의 오자와 이치로를 지명했다. 양원 협의회에서도 합의를 얻는 데는 이르지 못하고, 중의원 우세 논리에 의한 중의원에서 지명된 아소 다로를 국회의 지명으로 중의원 의장이 임명했다. 지명 당일 천황이 거주하는 어소의 내각 총리대신 임명식 및 국무장관 및내각관방 장관의 임명식을 거쳐서 정식으로 통과했다.
보통은 기자 회견에서 내각 관방장관이 각료 명부를 읽지만, 이번에는 아소 다로 총리 스스로 각료 명단을 읽고 아울러 각 장관이 하는 일에 대해서도 설명했다. 이는 대한민국의 제19대 대통령으로 당선된 문재인 대통령이 직접 청와대에서 비서진 임명 인사 브리핑을 한 것과 같다고 할 수 있다.
2008년 (헤이세이 20년) 9월 25일 국회에서는 내각법 제9조에 의거, 총리에 사고가 생긴 경우의 임시 대리 취임 순위를 내각 관방 장관 가와무라 다케오, 내각부 특명담당 대신 요사노 가오루, 총무 대신 하토야마 구니오, 재무 장관 나카가와 쇼이치, 내각부 특명 담당 대신 아마리 아키라로 할 것을 결정한다. 또 이날 각료 간담회에서는 재무 행정 개혁의 일환으로 역대 내각과 마찬가지로 장관 급여의 1할을 국고에 반납하기로 합의했다.
9월 29일, 아소 총리는 기자단으로부터 내각의 이름을 묻자 "내각의 이름은 여러분 (언론)이 하는 것"이라고 말하며, 스스로는 내각의 이름은 정하지 않겠다고 선언한다.

### 해산 총선 요구
자민당 내부의 압도적인 인기를 얻은 아소 총리는 "선거의 얼굴"로서 해산하지 못한 후쿠다 내각의 대신이라는 비난이 쏟아졌으며, 야권도 신속한 중의원 해산과 중의원 총선의 실시를 요구했다. 선거 관리 내각등과 당초부터 언론 및 야당 제170회 중의원 예산 위원회 2008년(헤이세이 20년) 10월 7일 오카다 가쓰야(발언자 번호 197) 제170회 참의원 외교방위 위원회 2008년 10월 28일 마키야 히로에(의회 발언번호 163) 제170회 중의원 본 회의 2008년 11월 28일 호사카 노부토 (의회 발언번호 9)는 상표 공세로 일관하는 중의원 해산으로 몰아넣을 것을 기도하고 자민당내에서도 엇박자가 되어, 당초부터 의회에서 독자적 정책을 집행할 기회를 잡지 못 했다.
언론이 총리에 대한 열정적인 취재에서는 9월 24일 내각 출범 후 1개월 사이에 28회 중 적어도 17회로 해산이 화제가 되었지만 아소는 모두 해산과 총선거의 시기의 명언을 피했다가 아소 자신도 자신의 논문에서 "국민에게 신임을 물어야 한다고 생각한다"라는 표현을 쓰고 당초는 취임 직후 임시 국회 모두 해산을 마음에 그리고 있었다고 보여지는. 이미 총재 선거에서 9월 중순에는 정무 담당 비서관 및 무라마츠 이치로에 중의원 해산 때 읽는 해산 발표 원고 준비를 지시하고 또 민주당 대표 오자와 이치로에 소신 표명에 대한 답을 10월 3일까지 요구하는 "소신 표명 연설"도 준비되어 이 시점에서 각 정당의 대표 질문이 끝난 10월 3일 해산을 염두에 둔 것으로 알려진다. 그러나 2007년 발생한 세계 금융 위기는 10월 16일 도쿄 주식 시장이 사상 2번째의 급락을 기록한다.
아소 총리는 나카가와 쇼이치 재무 금융 담당 장관과 협의하고 금융 위기 대응을 위한 해산의 유보를 결정한다. 이후 아소 총리가 저지른 해산의 보류가 문제시되어 내각 지지율은 급락했다. 아사히 신문에 따르면 아소는 11월 19일 밤 해산 가능성에 대해서 호소다 히로유키 자민당 간사장과 상의했지만 내각 지지율 급락에 따른 "지금은 아소가 이길 수 없다"다며 자민당 내 우려를 느낀 호소다들에 정면으로 반대되어 포기한다.

### 아소 사퇴 작전의 암투와 중의원 해산
이 단락의 중점은 일본의 우정민영화 참고
2009년 2월 중반부터 자민당 내에서도 아소 사퇴작전이 시작되었다. 이 상황에서 민주당 집행부 중에는 "우리가 할 일은 총리를 지키는 것이다. 등쳐먹는데 그만두지 않는 것이 소중하다"라고 말하며 끝까지 총리를 사퇴시키고 싶은 야권에서 한 발 물러선 자세를 나타내었다. 하지만, 야권 3당은 참의원에서,"문책 결의안"의 제출을 검토하기로 사실상 합의한다.
궁지에 몰린 아소 내각은 일본 우정의 민영화 노선을 개정 방향으로 가닥 잡고 당내에 남은 민영화 반대 세력을 고발함으로써 아소 사퇴작전에 대항하려 했다.
2월 5일의 중의원 예산 위원회에서 "일본 우정 민영화를 반대합니다"라는 발언을 한 사람은 우정 민영화 담당 총무 대신이었다. (한 마디로 일본 우정 민영화 담당 장관이라는 사람이 일본 우정 민영화를 반대하는 것이다.) 아소의 발언에 비판이 생기자 아소 총리측에서는 "처음에는 본인도 찬성하는 입장은 아니었다. 그러나 2년간 여러 가지 공부하고 여러 관점에서 비교해보니 (중략) 일본 우정을 민영화하는 게 좋겠다"라고 최종적으로 생각했습니다"라고 2월 9일 정정했다. 우정 선거에서 얻은 표들이 중의원의 과반을 바탕으로 성립하는 내각이 해산도 하지 않고, 그 시점에서 국민의 뜻인 우정 민영화에 역행한다고 이해할 수 있는 움직임을 하는 것에 대해서, 2월 18일 고이즈미 전 총리가 "기막힘을 넘어 웃긴다"라고 발언하여 일련의 움직임을 막았다. 그러나 일본우정 니시카와 요시후미 사장의 인사 문제에서는 "총무 대신이 적절히 판단될 것으로 생각합니다"라고 말하며 니시카와 사장의 퇴임을 꾀하려는 하토야마 구니오 총무 대신을 거듭 옹호했다. 우정 민영화에 반대하는 '조반조 (造反組) 33인' 중 1명인 노다 세이코 특명대신도 "총무 대신이 판단하면 된다"라고 발언한다. 그러나 5월 18일 지명 위원회에서 니시카와 사장 연임이 확정되고 자신의 서투른 잘못으로 니시카와 퇴진을 촉구하는 하토야마 구니오 총무대신을 6월 12일 아소 총리는 사실상 경질하기에 이른다. 우정 민영화 노선 조정으로 아소 내리기 (사퇴시키기)에 대항하려던 시도는 최종적으로 좌절하고 말았다. 그리고 아소 내각의 난맥상과 자민당 내의 분열을 더욱 더 각인시키는 결과가 되었다. 또, 월말엔 제45회 일본 중의원 의원 총선거에 앞서 자민당 4인방의 교체 인사에 착수하지만 하더라도 당내의 반발로 포기하는 등 결정에 흔들림이 많이 나온 결과 결국 4인방 인사를 포기한다. 전 간사장의 나카가와 히데나오이 스스로 물러나고 싶다고 말하며 당내에서도 공공연하게 퇴진 요구가 나오게 된다.
아소 총리는 7월 13일과 21일에 걸쳐 중의원을 해산하고, 8월 30일 투표와 개표의 일정으로 총선을 단행할 의향을 이례적인 해산 예고의 형태로 표명했다. 민주당의 총리 문책 결의 (쉽게 말하면 대한민국의 대통령 탄핵과 유사하다) 법안이 참의원에서 가결된 것을 상정하고 7월 14일의 중의원 해산도 검토했으나 2009년의 도쿄 도의원 선거에서 자유민주당이 대패하고 다시 일어서는데 날짜를 열고 싶다는 사정을 배려하고 여당 간부와 협의하는 헌법 규정에서 가장 늦은 8월 30일 투표와 개표에서 합의했다. 또한 14일 문책 결의안 통과 결과 야당이 심의에 응하지 않고 국회는 회기를 기다리지 않고 사실상 끝나게 된다.
7월 13일 해산 예고 후 각종 조사의 의석 예측 등으로 2008년 가을에 해산할 걸 그랬다는 여당 의원들의 불만도 나온다. 해산 직전까지 자민당이 총리가 아소를 가질지 혼란한 영향은 크게 전 관방장관 마치무라 노부타카도 현지에서 "자민당이 이기면 아소 다로 정권이 이어질까?"라고 묻는 등 정세 악화가 더욱 심각해진다.
그 후도 자민당에서는 서명으로 양원 합동 의회를 개최하고 총재 조기 선거 등이 기도되었지만, 개최는 미뤄져 간담회로 치러졌다. 불만인 의원이 다른 공약을 만드는 분열적 움직임 등도 나왔지만 예정대로 중의원은 해산된다.

### 퇴진
이 단락의 중점은 제45회 일본 중의원 의원 총선거 참고
2009년 8월 30일, 총선에서는 자민당이 기록적 대패를 당했다. 재무 장관 요사노 가오루, 총무 대신 사토 쓰토무, 문부 과학 대신 시오노야 류, 국가공안위원장의 하야시 모토오, 행정 개혁 담당 대신 아마리 아키라, 소비자 담당대신 노다 세이코 등 6명의 현직 장관이 선거구에서 낙선했다가 훗날 비례대표로 부활한다.
8월 30일 밤 아소 총리가 선거 대책 본부 NHK와의 중계 회견에서 사실상의 퇴진을 표명했다.
선거 후 9월에 배정되던 국제 회의가 G20 재무 장관, 중앙 은행 총재 회의에서는 재무 금융 장관인 요사노가 컨디션 불량을 이유로 불참했으며, WTO 각료회의에서는 경제산업대신 두층, 농상의 이시바가 불참한 것에 대해서 "국무위원으로서의 책임과 끝까지 해야할 일을 포기했다"라며 비판당한다.
2009년 9월 16일 특별 국회가 소집되고 내각 총사퇴를 임시 회의에서 결정한다. 아소 총리는 퇴임 기자 회견에서 "안타깝게도 도중에서 퇴임하게 됐다"이라며 총리대신 관저를 떠나며 아소 내각은 막을 내린다.

## 정책

### 경제
아소 내각은 경기 대책 위주의 정권 운영 중심에서 더 나아가 일본 경제의 재건을 목표로 했다. 취임 직후인 2008년 10월 16일, 2008년도 제1차 보정 예산 통과를 시작으로 2008년초 제2차 추경 예산, 2009년도 예산을 편성하고 제1차 보정 예산과 반 년여 만에 네 번에 걸친 경제 대책을 실시한다. 특히 2008년도 제1, 2차 추가 경정 예산과 2009년도 예산의 3개의 예산안을 한꺼번에 편성하여 정부는 이를 두고 경기 부양 3단로켓이라고 말했다. 각 대책의 요점은 다음과 같다.
2008년도 제1차 보정 예산 ‐ 총계 11조 5천억 엔 (안심실현을 위한 긴급종합대책)
- 생활자 지원, 고령자 의료비 부담 경감 등 ‐ 2,500억엔
- 중소기업 지원
  - 긴급 보증틀 ‐ 6조 엔
- 정부 금융의 긴급 대출 규모 ‐ 3조 엔
- 지방 활성화
  - 긴급 방재, 재해 복구 등 ‐ 4,400억엔

2008년도 제2차 보정 예산 ‐ 총계 27조엔 (생활대책)
- 생활자에의 지원
  - 정액 급부금 실시 ‐ 2조엔 (일본 정부가 경제 활성화를 위해 신청자에 한해 심사를 거쳐 무료로 일정 금액을 지급하는 것)
  - 자치 단체의 고용 기회 창출 ‐ 4,000억엔(기금)
  - 임산부 검진 무료화 ‐ 800억엔
  - 이직자 주택 생활 지원
- 중소 기업 지원
  - 긴급 보증제도, 대출규모 ‐ 30조 엔으로 확대 (중소기업 활성화를 위해 정부에서 대신 보증을 서주는 제도)
  - 금융 기관의 자본 투입 인원 ‐ 10조엔 추가
- 지방 활성화
  - 지방 활성화 교부금 ‐ 6,000억엔
  - 고속도로요금의 대폭 인하 ‐ 5,000억엔

2009년도 예산 ‐ 총계 37조엔 (생활 방위를 위한 긴급 대책)
- 생활자에의 지원
- 비정규직 고용보험 적용 ‐ 1,700억엔
  - 고용보험료 인하 ‐ 6400억엔
  - 출산장려금의 증액
  - 주택 감세 ‐ 3400억엔
  - 에코카 (친환경 자동차) 감세 ‐ 2,100억엔
- 중소기업 지원
  - 절전 설비 등의 투자 촉진 감세 ‐ 1,900억엔
  - 중소 기업 세율 인하 등 ‐ 2,400억엔
- 지방 활성화
  - 일자리 창출을 위한 교부금 증액 ‐ 1조 엔
  - 지역 활력 기반 창조 교부금 ‐ 9,400억엔

2009년도 보정 예산 ‐ 총계 15조 7천억엔 (경제 위기 대책)
- 생활자 지원
  - 고용 노동 지원금, 재취업 지원 능력 개발, 고용 창출, 주택 및 생활 지원 등 ‐ 1조 9천억엔
  - 사회 보장, 소비자 정책의 근본적 강화, 방재 및 안전 대책, 치안 체제의 정비 등 ‐ 1조 7천억엔
- 금융 대책
  - 중소 기업 등 자금 사정, 주식 시장, 주택 및 토지 금융 등 ‐ 3조 엔

- 지방 활성화
  - 지방자치 단체들에게 재정 지원 등 - 2조 6천억엔
- 성장 전략
  - 저탄소 혁명 ‐ 1조 6천억엔
  - 저력 발휘, 21세기형 인프라 정비 ‐ 2조 6천억엔
- 건강 장수·육아 ‐ 2조엔
  - 가전 에코 포인트 제도 창설 - 2,946억엔

이 외에도 금융기능 강화법개정, 국민연금법 개정, 근로자 파견 법 개정 등의 추가 소요비용을 위해 국제 통화 기금에서 10억엔을 대출하였다. 또 "단기적 경기 대책, 중기적 재정 재건, 중장기적 개혁에 따른 경제 성장"이라며 사회보장과 3개의 재정에 관한 중기 프로그램과 경기 회복 후 지체없이 단계적으로 소비세를 포함한 세제 개혁을 시도한 세제 개정에 의욕을 보였다.

#### 중소기업에 대한 지원
중소기업을 금융 위기 피해로부터 보호하기 위해 금융 기관에 대하여 일본 금융정책 공고의 신용 공여를 실시하고 중소기업에 대한 장기자금 대출, 새로 창립하는 회사채를 정부에서 매입, 위임, 라인의 설정 대기업 대출을 통한 관련의 중견 중소 기업의 자금 공급 및 보증 등을 실시한다. 2009년 7월 3일 재무성은 "기업의 자금 조달 지원을 위한 위기 대응 업무의 내용을 확충했습니다"라고 발표한다. 또 중소기업의 세금혜택으로 중소기업에 대해서 당기의 결손금을 전기에 되돌려 받는 것으로 전년도에 낸 법인세 환급이 주는 우대 제도인 되돌려 받을 때의 환급금 제도를 도입했다.

### 외교
가치관 외교, 자유와 번영의 호 구상 아래 가치의 외교를 추진했다. 대표적인 예로 안전보장, 경제, 환경, 에너지 등 폭넓은 분야에서 양국의 전략적 공조를 추진하기 위해서 방일한 인도의 만모한 싱 총리와 정상 회담에서 '일본 - 인도 안전보장 협력 공동선언'에 서명했다. 또 12월 18일 호주와의 방위 협조와 정보 공유를 추진하여 일호 안전 보장 협력 촉진의 공동문서를 발표했다.
러시아에 대해서는 드미트리 메드베데프 대통령의 초청에 응하여 일본과 러시아의 영토 분쟁지역인 남카라후토를 방문했다. 남카라후토는 영토 분쟁지이기 때문에 일본 정부는 러시아의 영토라는 것을 공식 인정하지 않고 전후 역대 정권은 내각 총리 대신이 방문하는 것을 피하였다. 이를 두고 총무대신은 "가장 미묘한 문제"라고 발언했다.
아소는 러시아 측 출입국 절차에 따라 남카라후토를 당일 방문하고 귀국 후에 황거 방명록에 등록한다. 황거에서 방명록은 "외국에서 귀국할 때"에 행해지기 때문에 아소가 남카라후토를 러시아령이라고 사실상 인정한 것으로 받아들여지는 논란이 되고 말았다. 제171회 국회에서는, 후루모토 신이치로가 아소의 일련행위를 의문시하며 "방명록 작성은 포기라는 버튼을 누른 것 아닌가"라고 발언하는 등, 남카라후토가 러시아령이라고 추인한 것이라고 지적이 이루어졌다. 이를 받고 내정과 지방자치를 관할하는 하토야마 구니오 총무대신이 아소의 행위에 대해서 "솔직히 참 미묘한 문제라는 생각"이라고 답변했다. 게다가 남카라후토에서 러시아 정상 회담에서는 아소가 북방 영토 문제에 대해서 면적 이등분론을 언급하며 사도 일괄 반환론 포기를 시사했다. 전후의 일본 역대 정권은 일관하고 사도의 일괄 반환을 주장하고 있어 큰 방침 전환이 됐다.
여기서 필자의 의견을 붙이자면, 막상 러시아 영토인 남카라후토는 어쩔 줄 몰라하고 시도 일괄 반환론까지 포기하면서 대한민국의 영토인 독도는 우격다짐으로 자신들의 땅이라고 우기는 것을 보면 정말 이중적인 태도라고 볼 수 있다.
2008년 12월 13일 후쿠오카 현 다자이후시의 규슈 국립 박물관이 첫 개관하는 날 제1차 한중일 정상회담이 개최되었다. 대한민국이 도입을 목표로 적극 추진하던 서머타임 제도에 대해서는 한일 정상 회담에서 아소가 "한다면 함께 한다는 것은 매우 효과가 크다" 라고 말했다가 한국과 동시에 일본에서도 도입하면 보다 높은 효과가 있다고 말했다.
아소 총리는 재빨리 일본이 보유한 달러의 IMF 대출을 발표했다. IMF는 아이슬란드에 긴급 대출하고 아이슬란드 외무장관의 정치자문은 "일본 덕분"이라고 감사했다. 11월 14일 도미니크 스트로스칸 IMF 전무이사는 일본의 자금 제공, 리더십 및 다자간 협조주의 등의 활동을 인류 역사상 최대의 공헌이라고 평가했다. 11월 15일 일본과 세계은행이 개발도상국 은행지원 펀드 설립결정을 하는 등 경제 위기에 대한 세계의 리더쉽을 발휘하는 각국에서 높은 평가를 받았지만 일본 국내에서는 거의 보도되지 않았다.
2009년 2월 14일, 이탈리아 로마에서 개최된 재무장관 중앙은행 총재 합동회의에서 세계적 금융 위기 극복, 각 국공재정 출동을 의제로 하는 것이 확인됐다. 그 회의에서 일본이 IMF에 1000억 달러 상당의 자금을 대출한 것으로 나타났다.

#### 유라시아 횡단 도로 구상
아소는 2009년 6월 중앙아시아 코카서스 지방의 인프라 정비를 지원한다. "유라시아 횡단도로 구상"을 발표하면서 "이 지역에서 안정과 번영이 상승 효과를 올리면 세계 경제를 크게 끌어올린다. "중국, 인도, 러시아는 이를 위한 중요한 파트너이므로 이런 구상에 지금 말씀 드린 나라들이 관심을 갖는 것을 매우 환영한다"라고 하며 주변국에 참가를 호소했다. 이 구상의 구체적인 지원 내용으로서는 "중앙아시아에서 아프가니스탄을 거치고 아라비아해에 이르는 경로의 도로, 철도의 정비", "중앙아시아에서 코카서스를 거쳐서 유럽에 이르는 경로에 있는 카스피해 연안 항만 정비"의 두 가지의 계획을 구상하였다.

## 인사

### 특징
- 대신의 평균 연령이 58. 2세로 전 내각에서 4살이 젊어진 점이다. 50대 이하의 장관이 10명을 차지했다. (최연소는 34세 오부치 유코 내각부 특명담당대신) 그러나 후쿠다 야스오 내각의 첫 입각 재임자가 5명이 있고 아베 내각의 11명의 절반 이하로 평균 의원은 고이즈미 내각의 5.8명을 넘어 반드시 젊어지는 것을 의도하는 결과가 아니라는 평가가 있다.
- 아버지 또는 할아버지가 내각 총리대신 경험자인 장관이 요시다 시게루 전 총리의 손자인 아소 다로 총리를 필두로, 하토야마 유키오, 나카소네 야스히로, 오부치 게이조 등 4명이 있으며, 이들을 포함한 세습 정치인이 후쿠다 개조 내각의 9명을 웃도는 11명에 이르게 된다. 이로서 대중 매체나 야권은 "세습 내각", "도련님 내각"으로 일컫는다.
- 총리를 제외한 무파벌 의원이 4명과 고이즈미 이후 내각 중 가장 많았지만, 아소가 자민당 내 소수 파벌 출신으로 다른 다수 세력의 지지로 통과한 경위 위에서의 파벌 균형, 논공 행상 인사와도 지적된 여성 각료는 총무대신 마스다 히로야의 퇴임 이후 한명도 없었다.

또 정치 개혁으로 "재정과 금융행정의 분리"가 실행되고 이후 처음으로 재무대신과 금융담당 특명대신이 겸임되었는데 아소는 이 점을 두고 "청사를 1개에 통합할지 말지는 겸임을 시도하고 봐야 알겠다"라고 말하며 구 대장성의 부활을 시사한다.
고이즈미 내각 이후 개각인사 정보는 일절 발설하지 않는 비밀주의가 이어 왔는데, 아소내각 구성에 있어서는 자민당 총재 선거 중에서 사전 인사 정보가 빠져나갔기 때문에 자주 보도되고 총재선거에서 휴일을 겸한 총리지명, 개각 당일 아침에는 보도들이 각료 명단을 발표한다는 최근에는 이례적이었다는 것이다.
9월 29일 임시 국무회의에서 정해진 부대신과 대신정무관 인사는 외무성 부대신에 하시모토 세이코, 후생노동대신에 오무라 히데아키를 사용한 외에는 모두 선임된다.

### 잇따른 이임
내각의 출범으로부터 일년도 지나기 전에 주요 직무에 오른 자의 교체가 잇따르는 사태가 되었다.
내각 구성부터 5일 후, 말실수 문제를 이유로 나카야마 나리아키가 국토교통대신직을 사임했다. 2009년 1월에는 마츠나미 켄타가 정액 급부금 제도에 반대하는 제2차 보정 예산안 표결에 기권한 것 때문에 내각부대신 정무관에서 파면되었다. 2009년 2월에는 나카가와 쇼이치가 재무 장관 중앙 은행 총재 회의에서 만취 상태에서 브리핑을 갖고 재무 장관과 내각부 특명 담당 대신(금융 담당)을 사퇴했다.
2009년 3월에는 히라타 고이치의 국무 장관, 부장관과 대신 정무관 규범 위반이 발각되어 재무 부대신을 사퇴했다. 2009년 5월에는 고노이케 요시타가 여성 문제와 의원 세비법 저촉이 발각되어, 내각관방 장관을 사퇴했다. 2009년 6월에는 하토야마 구니오가 일본우정의 니시카와 요시후미 사장의 연임에 항의하고 총무대신과 내각부 특명담당 대신 (지방 분권 개혁 담당)을 사퇴했다. 이날 토이타 토오루가 하토야마의 경질에 항의하고, 후생노동대신 정무관직을 사퇴했다.
또 아소 총리의 일본의 우정민영화 재고 발언에 반발한 하야카와 추코가 법무 대신 정무관의 사퇴를 표명하는 하토야마의 경질에 반발한 후루카와 요시히사도 환경대신 정무관을 사퇴하겠다고 근미래 정치 연구회에 전달했지만 그 후 발언을 철회한다.
각료의 사임이 잇따랐지만 2009년 7월 1일까지 새로 임명된 것은 카네코 카즈요시뿐 나머지는 기존의 장관을 겸임하는 수법을 채택한 만큼 이날까지는 중앙 부처 개편후로는 최소의 각료 수의 내각이 있게 된다. 그 후7월 2일에 후쿠다 내각에서 입각한 하야시 요시마사과 하야시 모토오의 2명이 각각 요사노 재무 금융 담당대신의 경제 재정 담당대신직 및 사토 총무대신의 국가 공안 위원장직을 겸무 해소를 위해 보충 입각했다.

## 국무 대신
| 직명                                                                               | 이름 | 이름              | 소속                           | 특명 사항 등                                                                             | 비고                                      |
| ---------------------------------------------------------------------------------- | ---- | ----------------- | ------------------------------ | ---------------------------------------------------------------------------------------- | ----------------------------------------- |
| 내각총리대신                                                                       |      | 아소 다로         | 자유 민주당 아소파             |                                                                                          | 자유민주당 총재                           |
| 총무대신 내각부 특명담당 대신 (지방분권개혁담당)                                   |      | 하토야마 구니오   | 중의원 자유 민주당 츠시마파    | 내각총리대신 임시대리 취임순위 3위                                                       | 2009년 6월 12일 사임                      |
| 총무대신 내각부 특명담당 대신 (지방분권개혁담당)                                   |      | 사토 쓰토무       | 중의원 자유 민주당 고가파      |                                                                                          | 2009년 6월 12일 임명                      |
| 법무대신                                                                           |      | 모리 에이스케     | 중의원 자유 민주당 아소파      |                                                                                          |                                           |
| 외무대신                                                                           |      | 나카소네 히로후미 | 참의원 자유 민주당 이부 키파   |                                                                                          |                                           |
| 재무대신 내각부 특명담당 대신 (금융 담당)                                          |      | 나카가와 쇼이치   | 중의원 자유민주당 이부키파     | 총리 임시대리 취임순위 제4위                                                             | 2009년 2월 17일 사퇴                      |
| 재무대신 내각부 특명담당 대신 (금융 담당)                                          |      | 요사노 가오루     | 중의원 자유 민주당 무파벌      | 내각 총리 대신 임시 대리 취임 순위 2위                                                   | 2009년 2월 17일 임명                      |
| 문부과학대신                                                                       |      | 시오노야 류       | 중의원 자유 민주당 마치무라파  | 국립국회도서관 연락조정위원회위원                                                        |                                           |
| 후생노동대신                                                                       |      | 마스조에 요이치   | 참의원 자유 민주당 무파벌      |                                                                                          | 연임                                      |
| 농림수산대신                                                                       |      | 이시바 시게루     | 중의원 자유 민주당 츠시마파    | 내각 총리 대신 임시 대리 취임 순위 5위                                                   |                                           |
| 경제산업대신                                                                       |      | 니카이 도시히로   | 중의원 자유 민주당 새로운 물결 | 내각총리대신 임시대리 취임순위 5위→ 제4위                                                | 연임                                      |
| 국토교통대신                                                                       |      | 나카야마 나리아키 | 중의원 자유 민주당 마치무라파  |                                                                                          | 2008년 9월 28일 사임                      |
| 국토교통대신                                                                       |      | 가와무라 다케오   | 중의원 자유 민주당 이부키파    | (임시 대리)                                                                              | 2008년 9월 28일 임명 2008년 9월 29일 사임 |
| 국토교통대신                                                                       |      | 가네코 가즈요시   | 중의원 자유 민주당 코가파      |                                                                                          | 2008년 9월 29일 임명                      |
| 환경대신                                                                           |      | 사이토 데쓰오     | 중의원 공명당                  |                                                                                          | 연임                                      |
| 방위대신                                                                           |      | 하마다 야스카즈   | 중의원 자유 민주당 무파벌      |                                                                                          |                                           |
| 내각관방장관                                                                       |      | 가와무라 다케오   | 중의원 자유 민주당 이부키파    | 납치문제 담당 내각총리대신 임시대리 취임순위 1위                                         |                                           |
| 국가공안위원회 위원장 내각부 특명담당 대신 (오키나와 및 북방 대책 담당) (방재담당) |      | 사토 쓰토무       | 중의원 자유 민주당 코가파      |                                                                                          | 2009년 7월 2일 임명                       |
| 국가공안위원회 위원장 내각부 특명담당 대신 (오키나와 및 북방 대책 담당) (방재담당) |      | 하야시 모토       | 중의원 자유 민주당 야마자키파  |                                                                                          | 2009년 7월 2일 임명                       |
| 내각부 특명 담당 대신 (경제 재정 정책 담당)                                        |      | 요사노 가오루     | 중의원 자유 민주당 무파벌      | 내각총리대신 임시대리 취임순위 2위                                                       | 연임 2009년 7월 2일 면직                  |
| 내각부 특명 담당 대신 (경제 재정 정책 담당)                                        |      | 하야시 요시마사   | 참의원 자유 민주당 코가파      |                                                                                          | 2009년 7월 2일 임명                       |
| 내각부 특명 담당 대신 (규제 개혁 담당)                                             |      | 아마리 아키라     | 중의원 자유 민주당 야마자키파  | 행정개혁 담당 공무원 제도 개혁 담당 내각 총리 대신 임시 대리 취임 순위 5위→ 제4위→ 제3위 |                                           |
| 내각부 특명 담당 대신 (과학기술정책 담당) (식품안전 담당) (소비자 담당)            |      | 노다 세이코       | 중의원 자유 민주당 무파벌      | 소비자 행정 추진 담당                                                                    | 연임                                      |
| 내각부 특명담당 대신 (저출산 대책 담당) (양성평등 담당)                            |      | 오부치 유코       | 중의원 자유 민주당 츠시마파    |                                                                                          |                                           |

- 2008년 9월 24일 임명.
- 개각 시의 평균 나이: 58세
  - 최고령: 70세 (요사노 가오루)
  - 최연소: 34세 (오부치 유코)
- 2009년 9월, 노다 세이코는 국무대신 특명사항으로 "소비자 행정 추진 담당"을 위임받고 이날 "내각부 특명담당 대신 (소비자 담당)"에 임명되었다.

## 부대신 (우리나라차관에 해당)
| 직명            | 이름              | 소속               | 비고                      |
| --------------- | ----------------- | ------------------ | ------------------------- |
| 내각부 부대신   | 마스와라 요시타케 | 중의원, 이부키파   | 연임                      |
| 내각부 부대신   | 미야자와 요이치   | 중의원, 고가파     | 연임                      |
| 내각부 부대신   | 다니모토 다쓰야   | 중의원, 마치무라파 | 연임                      |
| 총무 부대신     | 이시자키 가쿠     | 중의원, 마치무라파 | 연임                      |
| 총무 부대신     | 구라타 마사토시   | 중의원, 쓰시마파   | 연임                      |
| 법무 부대신     | 사토 오타쓰오     | 중의원, 야마자키파 | 연임                      |
| 외무 부대신     | 이토 신타로       | 중의원, 다카무라파 | 연임                      |
| 외무 부대신     | 이시자키 세이코   | 참의원, 마치무라파 |                           |
| 재무 부대신     | 이시다 마사토시   | 중의원, 야마자키파 | 2009년 3월 30일 임명      |
| 재무 부대신     | 다케시타 와타루   | 중의원, 쓰시마파   | 연임                      |
| 재무 부대신     | 히라타 고이치     | 중의원, 쓰시마파   | 연임 2009년 3월 26일 사임 |
| 문부과학 부대신 | 마쓰노 히로카즈   | 중의원, 마치무라파 | 연임                      |
| 문부과학 부대신 | 야마우치 토시오   | 참의원, 야마자키파 | 연임                      |
| 후생노동 부대신 | 오무라 히데아키   | 중의원, 쓰시마파   |                           |
| 후생노동 부대신 | 와타나베 다카오   | 참의원, 공명당     | 연임                      |
| 농림수산 부대신 | 곤도 모토히코     | 중의원, 고가파     | 연임                      |
| 농림수산 부대신 | 이시다 노리토시   | 중의원, 공명당     | 연임                      |
| 경제산업 부대신 | 다카이치 사나에   | 중의원, 마치무라파 | 연임                      |
| 경제산업 부대신 | 요시카와 다카모리 | 중의원, 쓰시마파   | 연임                      |
| 국토교통 부대신 | 가네코 야스시     | 중의원, 야마자키파 | 연임                      |
| 국토교통 부대신 | 가노 도키오       | 참의원, 고가파     | 연임                      |
| 환경 부대신     | 요시노 마사요시   | 중의원, 마치무라파 | 연임                      |
| 방위 부대신     | 기타무라 세이고   | 중의원, 고가파     | 연임                      |

- 2008년 9월 29일 임명

## 대신 정무관
| 직명                | 이름                             | 소속               | 비고                      |
| ------------------- | -------------------------------- | ------------------ | ------------------------- |
| 내각부대신 정무관   | 우노 오사무                      | 중의원, 이부키파   | 연임                      |
| 내각부대신 정무관   | 나미키 마사요시                  | 중의원, 마치무라파 | 연임                      |
| 내각부대신 정무관   | 마쓰나미 겐타                    | 중의원, 이부키파   | 연임 2009년 1월 14일 파면 |
| 내각부대신 정무관   | 오카모토 요시로                  | 중의원, 쓰시마파   | 2009년 1월 14일 임명      |
| 총무대신 정무관     | 사카모토 데쓰시                  | 중의원, 야마자키파 | 연임                      |
| 총무대신 정무관     | 스즈키 준지                      | 중의원, 마치무라파 | 연임                      |
| 총무대신 정무관     | 나카무라 히로히코                | 참의원, 마치무라파 | 연임                      |
| 법무대신 정무관     | 하야카와 주코                    | 중의원, 마치무라파 | 연임                      |
| 외무대신 정무관     | 시바야마 마사히                  | 중의원, 마치무라파 | 연임                      |
| 외무대신 정무관     | 니시무라 야스토시                | 중의원, 마치무라파 | 연임                      |
| 외무대신 정무관     | 미노리카와 노부 히데             | 중의원, 무파벌     | 연임                      |
| 재무 대신 정무관    | 미쓰야 노리오                    | 중의원, 고가파     | 연임                      |
| 재무 대신 정무관    | 스에마쓰 신스케                  | 참의원, 마치무라파 | 연임                      |
| 문부과학대신 정무관 | 하키다 고이치                    | 중의원, 마치무라파 | 연임                      |
| 문부과학대신 정무관 | 우키시마 도모코\|이노우에 도모코 | 참의원, 공명당     | 연임                      |
| 후생노동대신 정무관 | 가네코 젠지로                    | 중의원             | 연임                      |
| 후생노동대신 정무관 | 도이타 도루                      | 중의원, 쓰시마파   | 연임 2009년 6월 16일 사임 |
| 농림수산대신 정무관 | 에토 다쿠                        | 중의원, 이부키파   | 연임                      |
| 농림수산대신 정무관 | 노무라 데쓰로                    | 참의원, 쓰시마파   | 연임                      |
| 경제산업대신 정무관 | 다니아 이마자키                  | 참의원, 공명당     | 연임                      |
| 경제산업대신 정무관 | 마쓰무라 요시후미                | 참의원, 쓰시마파   | 연임                      |
| 국토교통대신 정무관 | 다니구치 가즈후미                | 중의원, 공명당     | 연임                      |
| 국토교통대신 정무관 | 니시메 고자부로                  | 중의원, 쓰시마파   | 연임                      |
| 국토교통대신 정무관 | 오카다 나오키                    | 참의원, 마치무라파 | 연임                      |
| 환경대신 정무관     | 후루카와 요시히사                | 중의원, 야마자키파 | 연임                      |
| 방위대신 정무관     | 다케다리 요타                    | 중의원, 야마자키파 | 연임                      |
| 방위대신 정무관     | 기시 노부오                      | 참의원, 마치무라파 | 연임                      |

- 2008년 9월 29일임명.